# Missió Katmandú
Missió Katmandú (francès: Nelly et Simon: Mission Yéti) és una pel·lícula de comèdia d'aventures animada per ordinador canadenca de 2017 dirigida per Nancy Florence Savard i Pierre Greco, a partir d'un guió del mateix Greco i d'André Morency. Va ser la tercera pel·lícula produïda per Productions 10e Ave, un estudi de cinema que va fundar Savard. La pel·lícula va rebre una estrena limitada a les sales del Quebec el 23 de febrer de 2018. S'ha doblat i subtitulat al català.

## Sinopsi
Ambientada al Quebec de la dècada del 1950, la trama tracta de Nelly Maloye, una detectiva novella, i Simon Picard, ajudant d'un investigador científic. Després de trobar-se accidentalment un dia, tots dos s'adonen que creuen en el ieti i decideixen embarcar-se en una aventura destinada a demostrar la seva existència.

## Producció
Missió Katmandú va ser la tercera pel·lícula produïda per Productions 10e Ave, un estudi de cinema que va fundar la directora Nancy Florence Savard. La producció de la pel·lícula va començar el maig de 2014 i va comptar amb la participació de més de 200 persones. Es va produir gairebé íntegrament a la Ciutat de Quebec. Amb un pressupost de 8,5 milions de dòlars, la pel·lícula va rebre el suport financer de Telefilm Canada i de la Société de développement des entreprises culturelles.

## Estrena
Missió Katmandú es va estrenar el 21 d'octubre de 2017 al festival Cinekid als Països Baixos. Es va estrenar de forma limitada a una cinquantena de cinemes quebequesos el 23 de febrer de 2018. Va ser distribuït per Seville Films.